# Scopula philippina
Scopula philippina là một loài bướm đêm trong họ Geometridae.